# Font Sándor
Font Sándor (Soltvadkert, 1960. november 23. –) magyar mérnök, politikus, országgyűlési képviselő.

## Életrajza
1985-ben a BME-n villamosmérnöki diplomát szerzett. 1985-től Soltvadkerten dolgozott, mint elektromos technológus. 2001-ben a Gyümölcspálinka-főzők Országos Szövetsége elnöke lett. Évek óta végez mezőgazdasági tevékenységet. Nős, három gyermeke van.

## Politikai tevékenysége
1989-ben lépett be az MDF-be, 1991-ig a soltvadkerti MDF alapszervezet vezetője, 1998-ig gazdasági vezetője volt. 1994-ben az MDF országos választmányának tagja lett. 1998-ban került be az Országgyűlésbe mint MDF-Fidesz közös jelölt (Bács-Kiskun megye 6. választókerület), az MDF-frakcióban foglalt helyet. 2000 februárjától az MDF frakcióvezető-helyettese volt.
2002-ben az országgyűlési választások során már az első fordulóban mandátumot szerzett. A 2002-es önkormányzati választásokon a soltvadkerti képviselő-testület tagjává választották. 2003-ban a PSZÁF által feltárt brókerbotrány kivizsgálására létrejött, valamint az APEH-nél elrendelt adatmásolást felderítő vizsgálóbizottságnak is elnöke volt. 2004. június 21-én csatlakozott az MDF-en belüli Lakitelek-munkacsoporthoz. 2004. szeptember 6-án Herényi Károly frakcióvezető törvénytelen döntéssel kizárta az MDF-frakcióból, és mint független képviselő folytatta tovább a munkáját a parlamentben. 2005. május 15-én belépett a Fidesz-frakcióba. A 2006. évi országgyűlési választásokon újból egyéni mandátumot szerzett Bács-Kiskun megye 6. vk.-ben. 2006. május 30-ától az Országgyűlés Mezőgazdasági bizottságának elnökévé választották. 2006-tól a Fidesz-frakcióban frakcióvezető-helyettes. A 2010-es választásokon negyedszer is megnyerte egyéni választókörzetét. Bizottsági pozíciója a választások után megmaradt. A 2014-es választáson a Bács-Kiskun megyei 3. sz. országgyűlési egyéni választókerület képviselője lett és 2018-ban, valamint 2022-ben is nagytöbbséggel választották meg képviselőnek.